# Košovice
Košovice je část města Votice v okrese Benešov. Nachází se na západě Votic. V roce 2009 zde bylo evidováno 9 adres. Košovice leží v katastrálním území Beztahov o výměře 5,6 km².

## Historie
První písemná zmínka o vesnici pochází z roku 1205.